# Al-Itihad (Ramala)
Al-Itihad (en árabe: الاتحاد‎, «La Unión») es una localidad palestina de la gobernación de Ramala y Al Bireh de Cisjordania, Estado de Palestina, creada en 1997 con la fusión de tres pueblos: Beitillu, Deir Ammar y Jammala. Según la Oficina Central de Estadísticas de Palestina (PCBS), en 2007 tenía una población aproximada de 6.803 habitantes.

## Geografía
Al-Itihad se encuentra a 12,5 kilómetros al noroeste de Ramala. La superficie total del municipio era de 27584 dunams (2758,4 ha) en 2012. Limita al este con Kobar y Al-Zaytouneh, al norte con Deir Abu Mash'al, Deir Nidham y Abud, al oeste con Shabtin y Deir Qaddis, y al sur con Ras Karkar, Kharbatha Bani Harith, Al-Zaytouneh y Al-Janiya.
Se sitúa a una altitud de 531 m sobre el nivel del mar, y recibe 576 mm de precipitación media anual, con aproximadamente 61 % de humedad media anual. La temperatura media anual es de 17° C.

### Organización territorial
Después de la fusión entre los tres municipios, que se encuentran todos en la gobernación de Ramala y Al Bireh, desde 2005 Al-Itihad ha sido administrado por un Consejo Municipal constituido por 5 miembros nombrados por el gobierno central de Palestina. Este consejo comparte servicios con el Consejo de Servicios Compartidos del ayuntamiento de Ni'lin y tiene una sede permanente en Al-Itihad en la que trabajan 12 empleados. El Consejo tiene además vehículo propio para la recogida de basuras, un coche particular y recursos para el mantenimiento de la red de agua.

## Beitillu
Beitillu (en árabe: بيتللو‎): a juzgar por los fragmentos de alfarería encontrados en el pueblo, ha tenido ocupación humana desde la Edad del Hierro,  luego en el imperio aqueménida, el período helenístico, el imperio bizantino,   el califato omeya, los estados cruzados,  la dinastía ayubí y el período mameluco. Aparece en los registros de impuestos otomanos desde 1596, y en las estadísticas municipales de Palestina de 1945 tenía una población de 490 musulmanes para una superficie de 13.409 dunams (134 ha).
Según la Oficina Central de Estadísticas de Palestina tenía una población aproximada de 3899 habitantes a mediados de 2023.

## Deir 'Ammar
Deir 'Ammar (en árabe: دير عمار‎): a juzgar por los fragmentos de alfarería encontrados en el pueblo, ha tenido ocupación humana desde la Edad del Bronce, la Edad del Hierro, luego en período helenístico, el imperio romano y el período mameluco. Se han descubierto dos molinos de aceite de la Edad del Hierro. Aparece en los registros de impuestos otomanos desde 1596, y en las estadísticas municipales de Palestina de 1945 tenía una población de 350 musulmanes para una superficie de 7189 dunams (718,9 ha).
Según la Oficina Central de Estadísticas de Palestina tenía una población aproximada de 3773 habitantes a mediados de 2023. Esta población incluye un campamento de más de 2000 refugiados, creado por la Agencia de Naciones Unidas para los Refugiados de Palestina en Oriente Próximo (UNRWA) en 1949 para acoger a las familias palestinas que huyeron de Israel durante la Nakba.

## Jammala
Jammala (en árabe: جمّالا‎): los fragmentos de alfarería encontrados en el pueblo indican que ha tenido ocupación humana desde el período helenístico, el imperio romano el imperio bizantino y el inicio del imperio otomano.Aparece en los registros de impuestos otomanos desde 1596, y en las estadísticas municipales de Palestina de 1945 tenía una población de 200 musulmanes para una superficie de 7170 dunams (717 ha).
Según la Oficina Central de Estadísticas de Palestina tenía una población aproximada de 1872 habitantes a mediados de 2023.

## Administración israelí
Tras los acuerdos de Oslo de 1995, 41,2% de las tierras del pueblo (11358 dunams) se clasificaron como Zona B, bajo administración conjunta del Estado de Palestina y de Israel, y el 58,8% restante (16226dunams) como Zona C, bajo administración exclusiva de Israel. En la zona C, los palestinos tienen prohibido gestionar el suelo y construir a menos que cuenten con un permiso de la Administración Civil israelí.
El gobierno israelí ha confiscado 858 dunams de tierra de Al-Itihad para establecer 4 asentamientos israelíes: Halamish, Talmon y Na'aleh, situados en parte en tierras de Al-Itihad, y Nahl'iel situado en su totalidad en las tierras del municipio. Ha confiscado también cientos de hectáreas de tierras agrícolas para construir las carreteras de circunvalación 463 y 450, reservadas a los israelíes. Según el plan del muro de segregación israelí, publicado por el Ministerio de Defensa israelí el 30 de abril de 2007, se preveía confiscar y aislar 59,3 ha de la superficie total del pueblo a lo largo de 1,9 km, para anexionar los asentamientos de Nili y Na'aleh establecidos al oeste de la ciudad al bloque de asentamientos de Modi'in Illit.